# 쉐이키스 피자

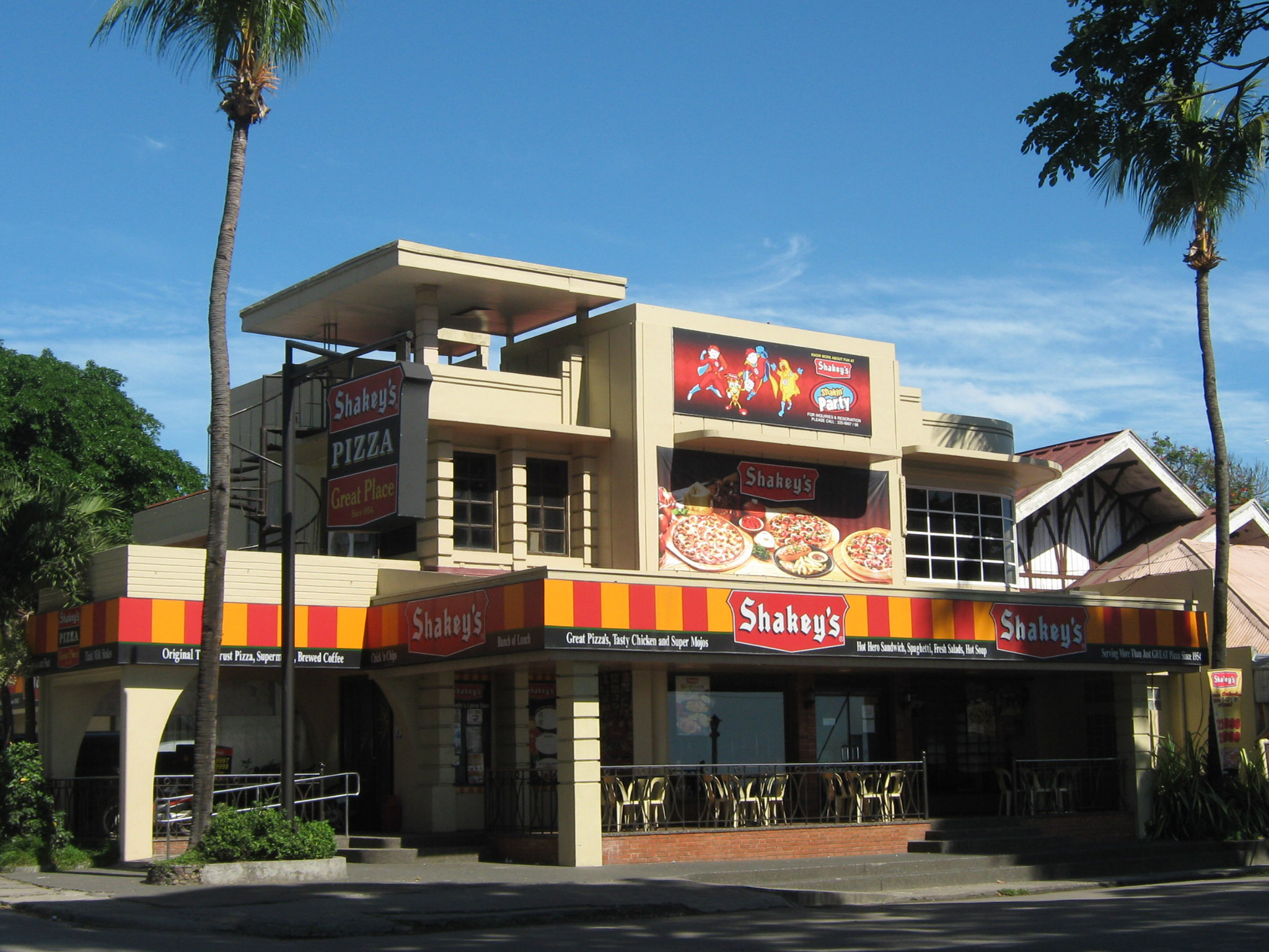
필리핀에 있는 쉐이키스 피자

쉐이키스 피자(영어: Shakey's Pizza 셰이키스 피자[*])는 미국 캘리포니아주 로스앤젤레스에 본사가 있는 피자 전문 체인점이다. 1954년에 새크라멘토에서 처음 영업을 시작하였으며, 현재 60개국에서 500여개의 체인을 운영하고 있다.
한편, 한국에서는 한국화약그룹 계열사였던 골든벨상사에서 운영했으나  얼마 못가 폐점하는 수모를 겪었다.